# 赫塔·夏洛特·霍伊韦尔

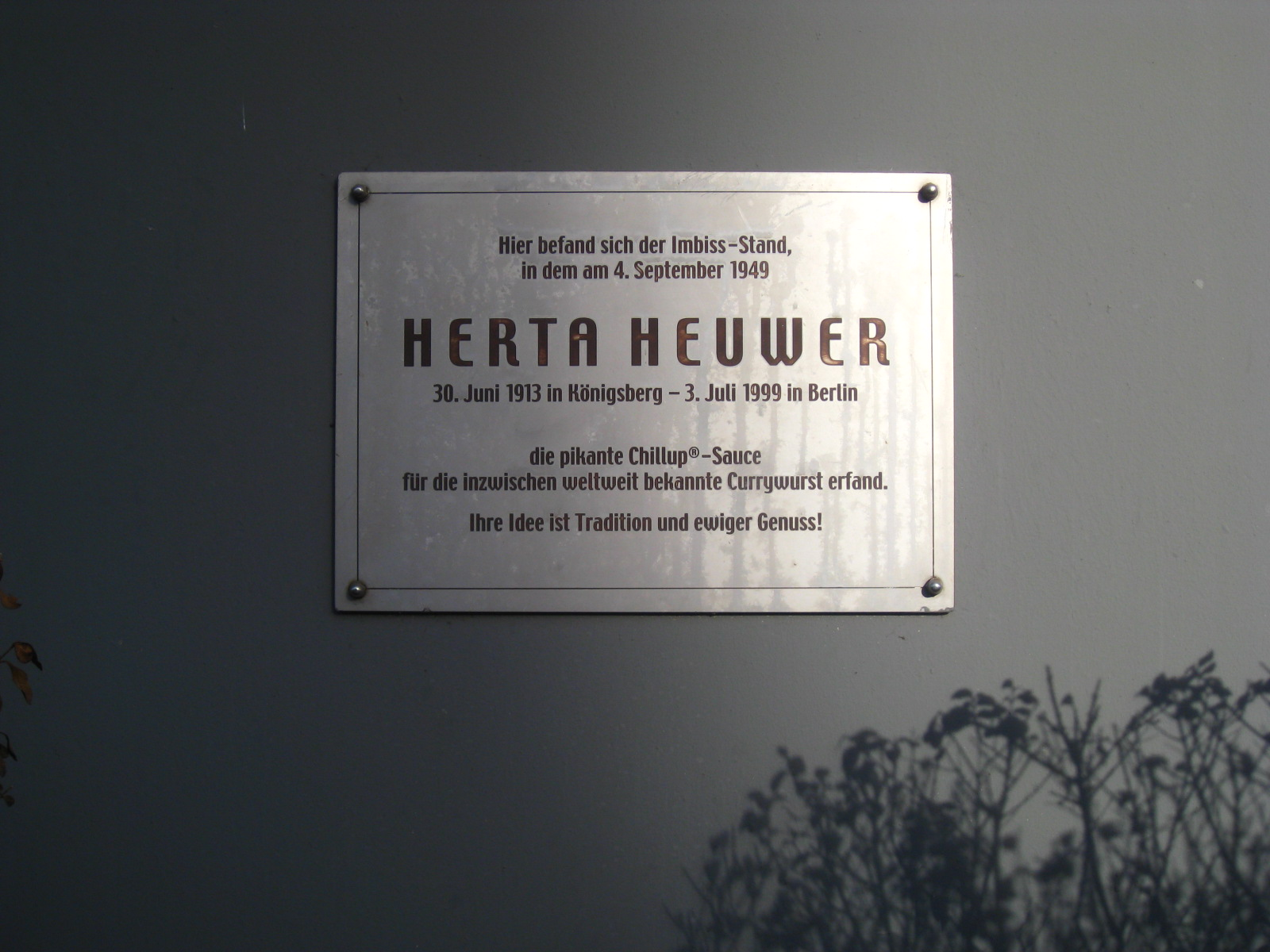
康德大街101号的纪念牌匾
最后一行评语：“她的发明是传统和永恒的享受！”

赫塔·夏洛特·霍伊韦尔（德語：Herta Charlotte Heuwer，1913年6月30日—1999年7月3日）是一位德国厨师。被普遍认为是德国咖喱香肠（德语：Currywurst）的创始人。

## 生平
生于柯尼斯堡，1949年9月4日，她在位于柏林夏洛滕堡区的小吃摊，用辣酱、番茄泥、12种印度作料（咖喱）以及其他配料，制作出了一种风味独特的酱汁，并将其搭配上煎香肠一起出售。1950年代中期，柏林人开始将她的这个发明叫做“咖喱香肠（Currywurst）”。
十年后的1959年1月21日，赫塔·霍伊韦尔将咖喱香肠酱汁配方的名字“Chillup”（辣椒Chili和番茄酱Ketchup的组合词）在德国专利和商标局注册了专利，专利号是721319。赫塔终其一生没有接受任何公司出资购买商标和配方的请求。据说她始终没有将她的配方转交给任何人。后卒于柏林。

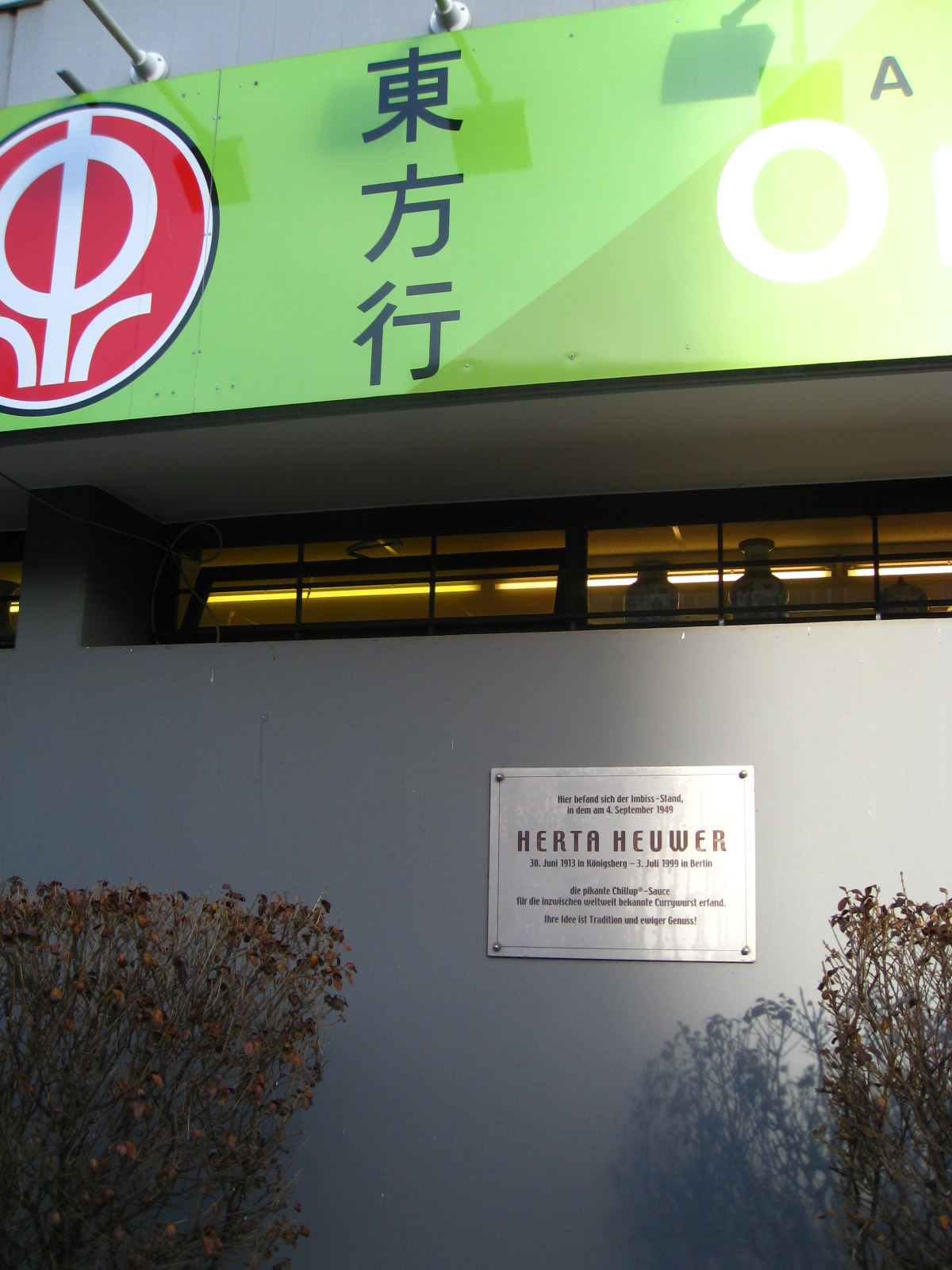
纪念牌的背后如今是一家中国超市

## 纪念
2003年，在赫塔90岁冥诞的前一天，一块纪念牌被镶嵌在柏林康德大街101号，与腓特烈皇帝大街（Kaiser-Friedrich-Straße）交叉处一幢楼房的外墙上。这里曾经正是赫塔和她的19个女店员工作的小吃摊，是咖喱香肠的发源地。当天，许多老顾客出席了纪念牌揭幕仪式，其中包括赫塔的侄女，赫塔的养女布丽吉特·伯梅（Brigitte Böhme），以及夏洛滕堡区区长莫妮卡·蒂门（Monika Thiemen），女演员布丽吉特·格罗图姆（Brigitte Grothum）。他们共同品尝了配着Chillup酱汁的咖喱香肠。
柏林的德国咖喱香肠博物馆有专门的展室介绍赫塔·霍伊韦尔发明咖喱香肠的历史。

## 争议
因为Herta是商标Chillup的拥有者，所以普遍认为她是咖喱香肠的发明者。还有人认为咖喱香肠的发明者是据称的一位汉堡人“莱娜·布吕克尔（Lena Brücker）”。但这种说法仅仅是乌韦·蒂姆的小说揭开咖喱香肠的秘密里的杜撰，唯一的根据是乌韦·蒂姆自己宣称，早在1947年，他就已经在汉堡品尝过了咖喱香肠。尽管如此，柏林的纪念牌揭幕仪式几天之后，当时汉堡的内政部参议员罗纳德·席尔还是在汉堡新城区的中心广场新大广场10号的外墙上为“莱娜·布吕克尔”也树立了一块纪念牌。

## 链接
- 德国咖喱香肠博物馆 （页面存档备份，存于）